# Устинов, Александр Васильевич (фотограф)

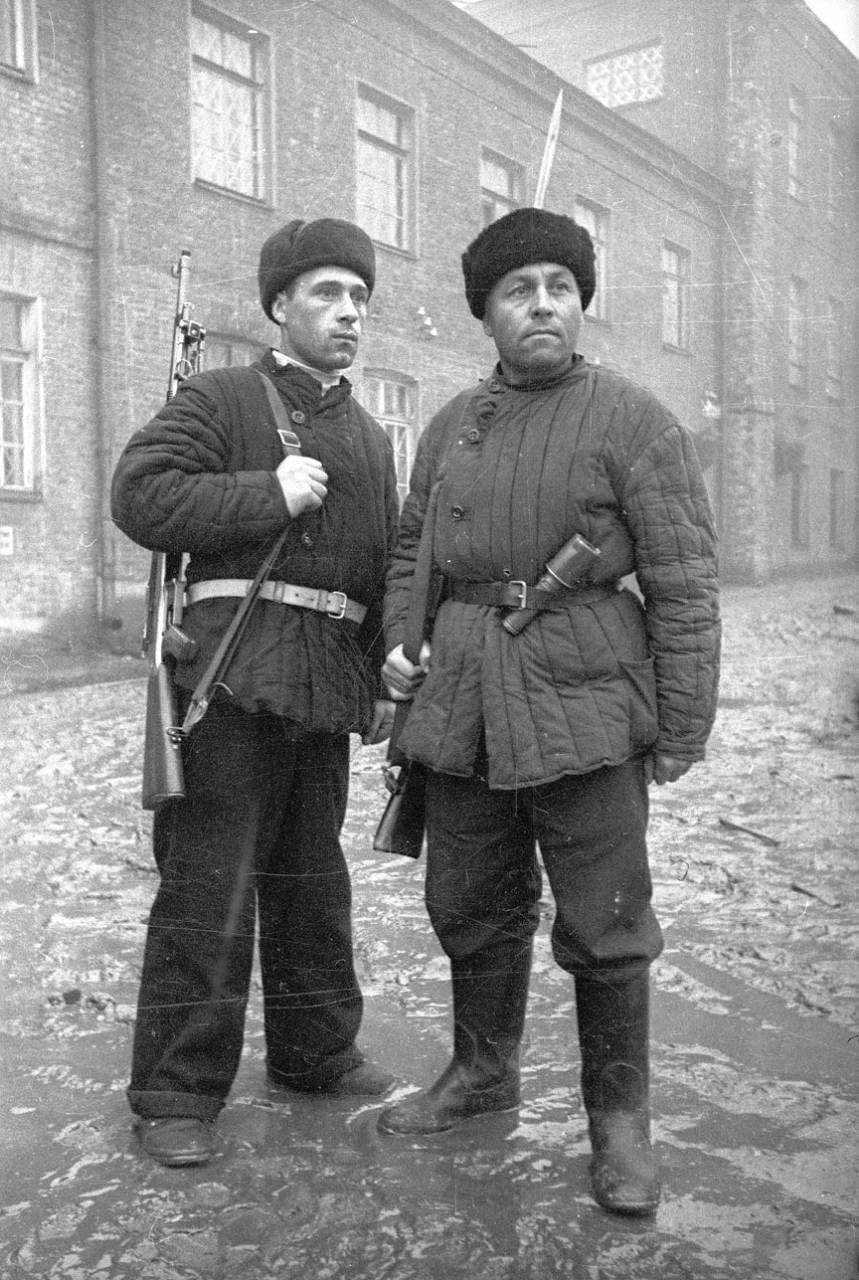
Фото Устинова «Московские рабочие-ополченцы у рубежей Москвы», октябрь 1941

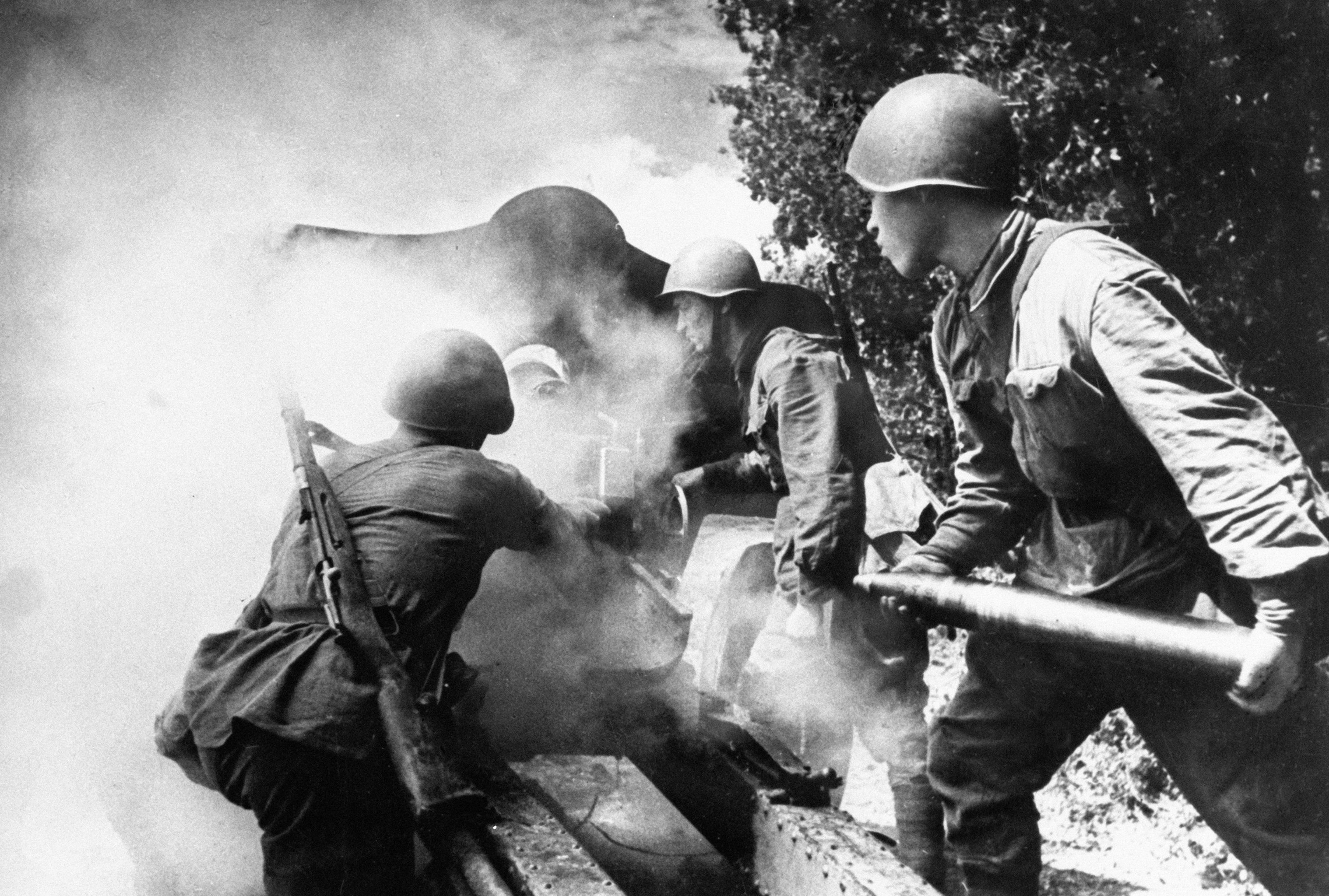
«Солдаты Великой Отечественной войны» — 76-мм пушка УСВ ведёт огонь по врагу, 1941

Алекса́ндр Васи́льевич Усти́нов (1909, Москва — 1995, там же) — известный советский фотограф, фотожурналист.

## Биография
Родился в 1909 году в Москве.
1926 — окончил школу-семилетку.
1930-е — рабфак, Институт кинематографии, операторский факультет (окончил 4 курса), сотрудничает с газетами «Гудок», «Машиностроение», «Красная звезда», «Иллюстрированная газета», журналом «Огонек».
1938 — по заданию «Огонька» снимает свой знаменитый фоторепортаж о подготовке перелета экипажа самолёта «Родина», совершившего беспосадочный перелет Москва — Дальний Восток.
1939 — штатный фоторепортер газеты «Красная Звезда».
1941—1945 — военный фотокорреспондент газеты «Правда».
1945—1995 — фотокорреспондент газеты «Правда», с 1950-х годов — официальный фотограф Кремля.
К концу 1950-х — началу 1960-х годов в творчестве Александра Устинова появляются новые темы — освоение целины, покорение космоса, жанровые зарисовки.
Он снимает все, что происходит в стране, его фотографии почти ежедневно появляются в «Правде» и других изданиях.
1966 — персональная выставка «25 лет в „Правде“», которая состоялась в Доме журналистов (Москва).
Похоронен на Ваганьковском кладбище.

## Книга Александра Устинова
1976 — «Избранные фотографии. Александр Устинов». Издательство Планета. Москва

## Награды и дипломы
1948 — Диплом I степени на выставке «Великая Отечественная война в художественной фотографии» за работу «День Победы в Москве»
1948 — Диплом II степени на Всесоюзной фотовыставке, посвященной XXI съезду КПСС за работу «В колхозе. Путь Ленина»
1961 — Почетный диплом на Всесоюзной художественной фотовыставке «Семилетка в действии»
1962 — Диплом III степени на Всесоюзной художественной фотовыставке «Семилетка в действии» за работу «На трибуне Мавзолея 9 августа 1961 года»
1963 — Серебряная медаль и диплом на IV Международной фотовыставке стран Балтийского моря за работу «XX век»
1964 — Диплом III степени на Всесоюзной художественной фотовыставке «Семилетка в действии» за работы «Открытие Северо-Крымского канала» и «Во дворце бракосочетания»
1965 — Почетный диплом на Интерпрессфото за работу «Возвращение из космоса»
1965 — Бронзовая медаль на Международной фотовыставке стран Балтийского моря за работу «Первая пресс-конференция»
1965 — Почетная медаль «Дружба народов» на IX Берлинской Международной фотовыставке за работу «Нил покорен»
1967 — Приз Союза журналистов СССР за серию фотографий «Москва военная» на Юбилейной фотовыставке «Моя Москва»
1968 — Диплом на Международном фотоконкурсе «черты эпохи» за работы «Скачки на Пятигорском ипподроме» и «Земля слушает»
1968 — Почетная медаль имени Юлиуса Фучика за серию снимков о Великой Отечественной войне.